# Ruscelli (cognome)
Ruscelli è un cognome di lingua italiana.

## Varianti
Ruscello.

## Origine e diffusione
Cognome tipicamente centro-settentrionale, compare prevalentemente in Emilia, Piemonte e Liguria.
Potrebbe derivare dal termine "ruscello", dal latino rivuscellus, "ruscello". È affine ai cognomi italiani Fiume e Riva e al cognome sardo Del Rio. È inoltre imparentato con il cognome spagnolo Del Rio e presenta affinità con il tedesco Bach.
La variante Ruscello copre il medesimo areale.

## Persone
- Girolamo Ruscelli, scrittore italiano del Cinquecento